# Eriborus australis
Eriborus australis là một loài tò vò trong họ Ichneumonidae.